# Villa Reale di Milano
La Villa Reale di Milano, già Villa Belgioioso o Villa Belgiojoso Bonaparte, è una villa costruita tra il 1790 e il 1796 a Milano dall'architetto Leopoldo Pollack, su commissione del conte Ludovico Barbiano di Belgiojoso. 
L'edificio rivolge la propria parte posteriore, ove vi è l'ingresso per la Galleria d'Arte Moderna di Milano, verso via Palestro affacciandosi così sui giardini Indro Montanelli in zona Porta Venezia. La facciata della villa è invece rivolta verso il giardino in stile inglese, sempre progettato da Leopoldo Pollack.
La Villa Reale di Milano, che si trova in via Palestro al civico 16, rappresenta uno dei principali monumenti del neoclassicismo milanese. Tra le opere neoclassiche presenti nella Villa si segnalano quelle di Luigi Acquisti ed Antonio Canova.

## Storia
La costruzione della villa fu commissionata dal conte Ludovico Barbiano di Belgiojoso, consigliere dell'imperatore austriaco, per ritirarvisi alla fine della carriera diplomatica e militare. Affidò l'incarico all'architetto ufficiale della Casa d'Austria, Giuseppe Piermarini. L'architetto, già autore dei giardini pubblici realizzati sui terreni vicini, ne passò l'incarico al suo principale allievo, l'austriaco Leopoldo Pollack, che ne iniziò la costruzione nel 1790, completandola nell'arco di sei anni. Dal 1796 prende avvio la decorazione del piano inferiore, affidata a Giocondo Albertolli che la realizza con toni sobri e pacati.

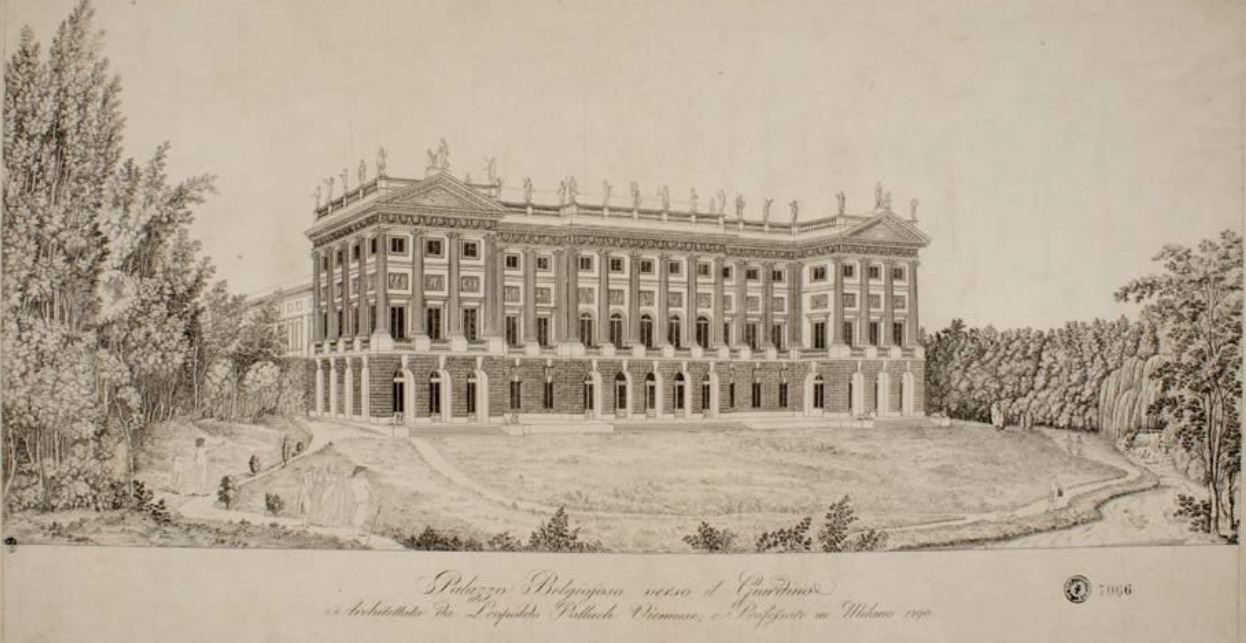
Incisione di Leopoldo Pollack

Dopo pochi anni, non ancora ultimata, alla morte del conte Ludovico Belgioioso la villa venne comprata dalla Repubblica Italiana divenendo residenza di Napoleone. L'imperatore e la sua famiglia vi furono ospiti saltuariamente nel corso delle visite a Milano, mentre divenne residenza stabile di Eugenio di Beauharnais, figlio adottivo di Napoleone, e da questi nominato viceré d'Italia nel 1805, e della moglie principessa Augusta di Baviera. La coppia vicereale commissionò il grande intervento decorativo che portò alla sfarzosa decorazione degli interni del piano nobile, coinvolgendo, fra gli altri, Andrea Appiani. Con il ritorno del governo austriaco sulla città l'edificio divenne proprietà dei Viceré austriaci, abitata fra gli altri dal maresciallo Josef Radetzky che qui stipulò la Pace di Milano del 1849 che decretò la resa della città all'Austria. Dopo la seconda guerra d'indipendenza entrò nelle disponibilità della Corona Sabauda.
Nel parco della Villa Reale di Milano l'artista futurista trentino Fortunato Depero costruì, sui idea di Emilio Bestetti e con il contributo della famiglia Bernocchi, già mecenati degli artisti futuristi, un "Padiglione del libro" in forma di grande scultura tipografica per le edizioni Bestetti-Tuminelli e Treves ai fini di promuovere la lettura in Italia contro l'alto tasso di analfabetismo dell'epoca, che nel 1870 raggiungeva quasi l'ottanta percento della popolazione italiana. Al suo interno venivano anche svolte gratuitamente lezioni di lettura e scrittura. Nel 1920 venne acquistata dal Comune di Milano che nel 1921 vi istituì la Civica Galleria d'Arte Moderna di Milano di cui tutt'oggi è ancora sede. Nel 1951 la Villa fu affiancata dal Padiglione d'Arte Contemporanea (PAC) costruito con lo scopo di ospitare mostre temporanee d'arte contemporanea e che negli anni ha ospitato esposizioni di artisti anche di livello internazionale. Fortemente danneggiata dall'attentato del 1993, fu oggetto di restauri ed attualmente è sede delle collezioni di epoca Neoclassica e Romantica, oltre che delle donazioni Grassi e Vismara, della Galleria d'Arte Moderna del Comune di Milano.

## Descrizione

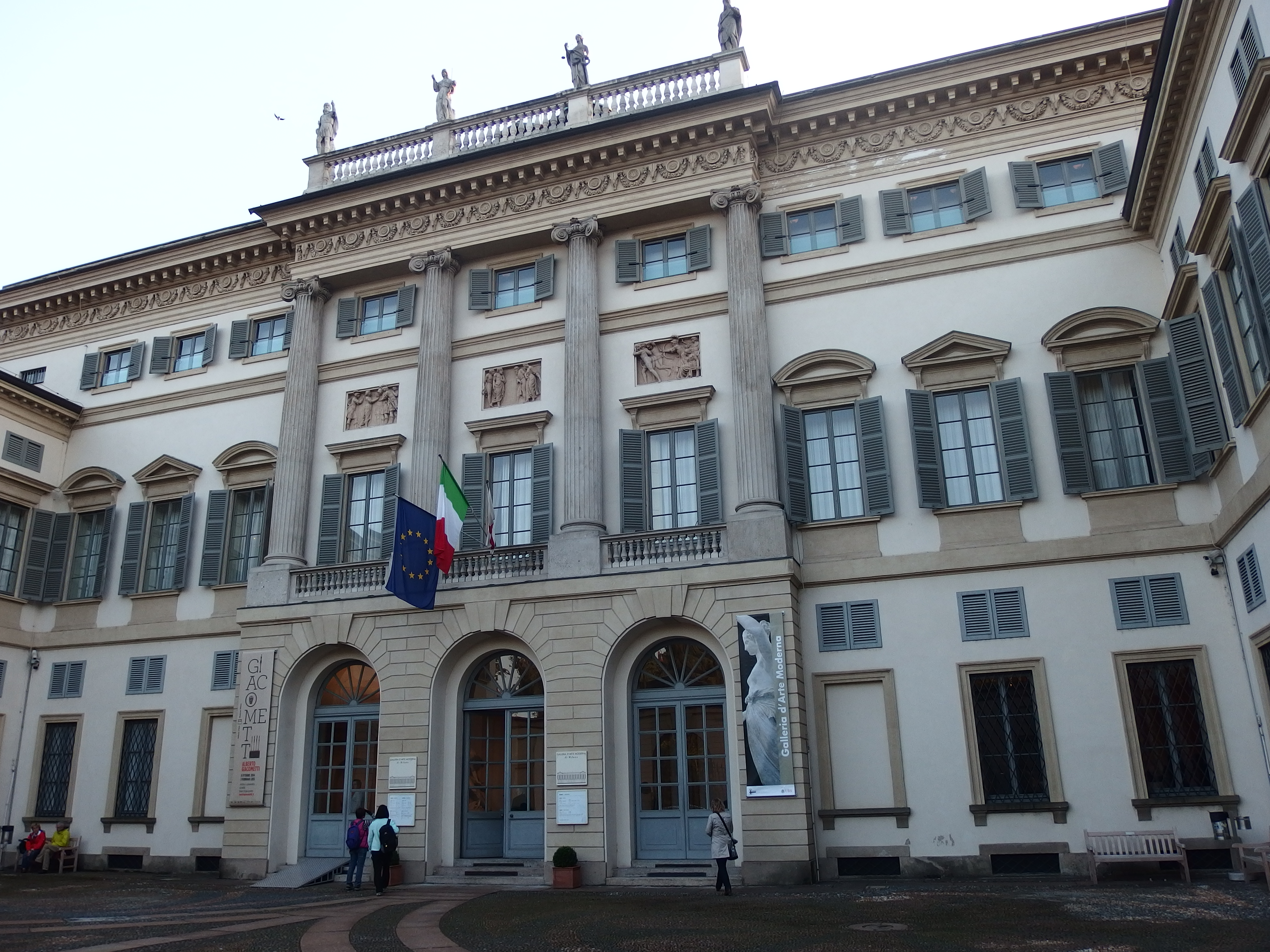
La facciata verso via Palestro

### L'entrata su Via Palestro
Il progetto rispetta la consueta tipologia della villa con pianta ad U, costituita da un corpo principale e due ali più basse ad esso perpendicolari che racchiudono il cortile d'onore affacciato sulla strada da dove potevano accedere le carrozze, sotto il cui portico è presente il cenotafio alla contessa Anna Maria Porro Lambertenghi di Thorvaldsen. Verso il giardino si dispiega invece un'ampia fronte orizzontale, dove si affacciano gli ambienti più importanti del palazzo. Su via Palestro si affaccia il lungo muro di cinta, decorato a bugnato, interrotto dalle facciate delle due ali laterali, di soli due piani. Attraverso tre archi che si aprono sotto un colonnato ionico, si accede alla corte d'onore, dominata dalla facciata nord del corpo principale che sovrasta le ali laterali essendo superiore di un piano. I tre archi del muro esterno si ripetono su tutti i quattro lati della corte, conferendole simmetria e unitarietà. Nel corpo centrale sono sovrastati da quattro colonne ioniche che proseguono visivamente nelle quattro sculture elevate sopra balaustra, con un effetto di solenne verticalità. La decorazione di questa facciata è sobria e contenuta. Tutti i temi figurativi rappresentati negli esterni furono dettati dal poeta allora eminente a Milano, Giuseppe Parini. Sulla facciata della corte vi sono tre bassorilievi, con La Temperanza (Ulisse nella casa di Circe), L'Ospitalità (Filemone e Bauci ospitano Giove e Mercurio), e La simulazione punita (Ulisse mette in fuga i Proci), mentre dalla balaustra dominano Crono, Cibele, Vesta e Plutone.

### La fronte sul parco

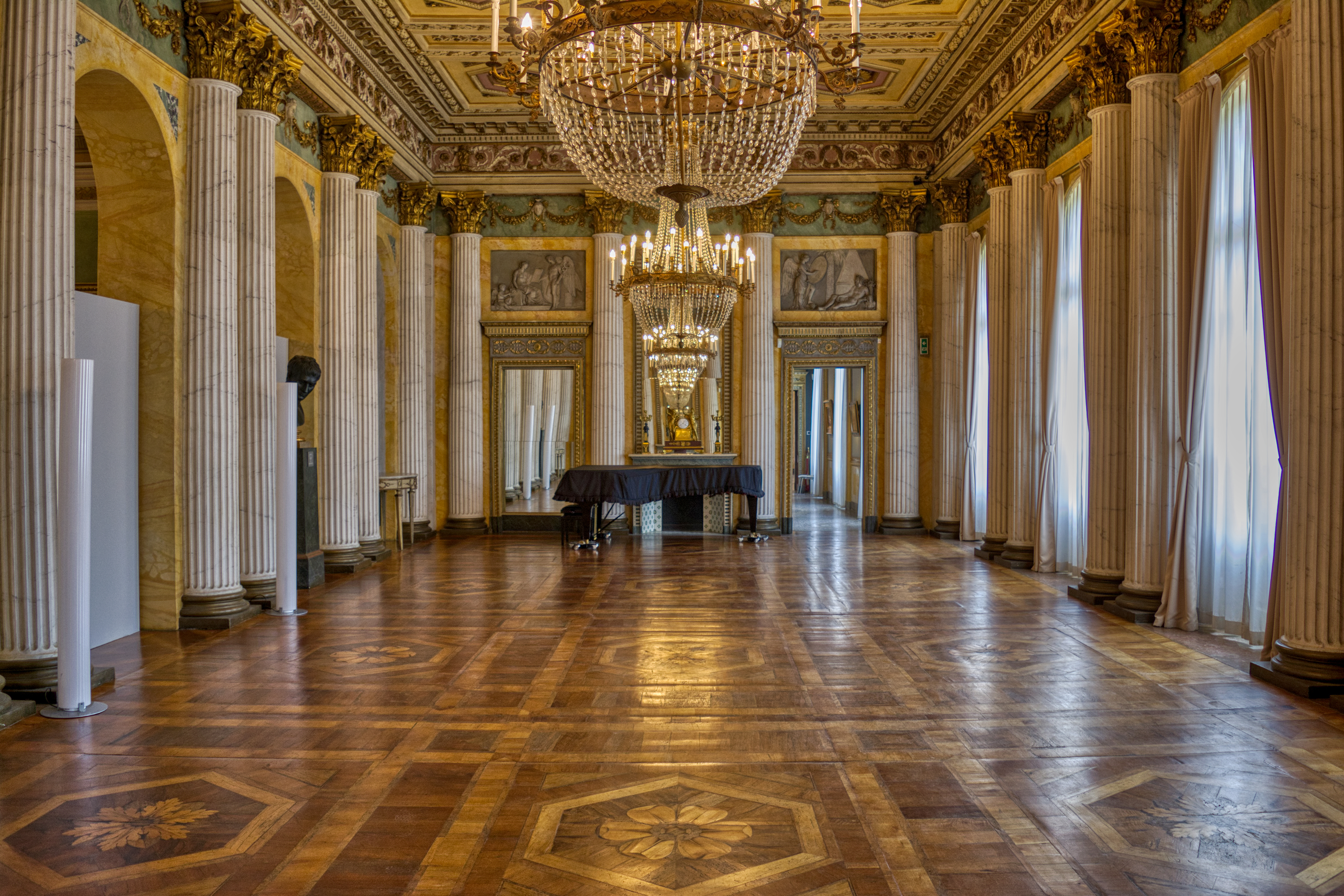
Decorazione del Salone da Ballo

L'andamento orizzontale è invece prevalente nella Fronte sul parco, considerato il capolavoro del Pollack. L'armonia e la razionalità vi dominano attraverso la ritmata successione degli elementi che la costituiscono: gli archi al pianterreno aperti nell'alto zoccolo a bugnato, le semicolonne alternate alle finestre e aglia altorilievi al piano nobile, le decorazioni sull'alto fregio, le statue che sormontano la balaustra. A conferire movimento al tutto sono invece i tre corpi solo lievemente aggettanti: il segmento centrale e le due ali laterali culminanti con i timpani che ospitano il Carro del Giorno e il Carro della Notte. Numerosi sono qui i rilievi ideati dal Parini:
Giove e Giunone, Le Grazie, Atteone, Minerva e Nettuno disputano il nome di Atene, Bacco e Arianna, Sileno, Iride che presenta al Sonno la ninfa Pasitea, Siringa, Pomona e Vertumno, Giove rapisce Ganimede, il giudizio di Paride, Amore e Psiche, Le nozze di Anfitrite, Marte e Venere nella rete di Vulcano, Cesare che educa Trittolemo all'agricoltura, Mercurio addormenta Argo, Ercole ed Ebe, un idolo, Zefiro che insegna il canto ai cigni, Silvano e Ciparisso, Aurora e Cefalo, Cefalo e Procri.

### Interni

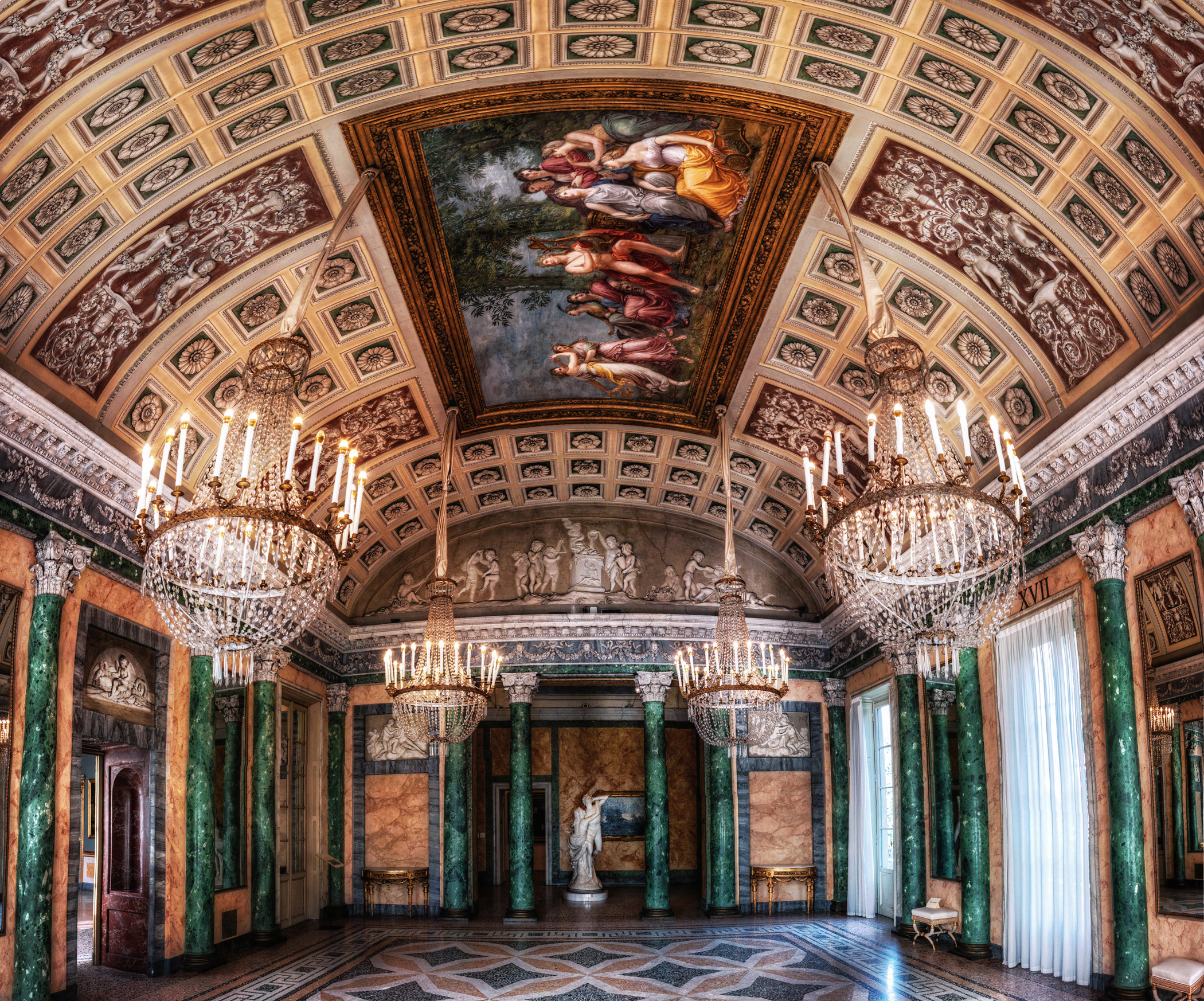
Ambienti interni

L'accesso al piano terreno avviene dall'arcata centrale della corte d'onore, che immette in un atrio monumentale, che presenta una sobria decorazione a pilastri e semicolonne doriche che si stagliano sul bianco delle pareti, ponendo in risalto le sculture neoclassiche ospitate, fra cui spicca il monumentale Achille ferito di Innocenzo Fraccaroli. Da questo si può accedere alle varie sale, anticamente tutte con funzioni di rappresentanza, decorate alla fine del Settecento a motivi classici, fra cui spiccano i celebri stucchi dell'Albertolli.
Al secondo piano, che ospitava gli appartamenti privati, si accede attraverso lo scalone monumentale che prende avvio dall'atrio destro della corte principale. Lo scalone presenta una struttura nitida e spoglia, in contrasto con l'esuberanza delle decorazioni degli interni. Da esso infatti, attraverso un'anticamera di collegamento, si accede al grande atrio aperto con ampie arcate sulla fastosa sala da ballo, il maggior ambiente della villa destinato ai ricevimenti, perfettamente conservato. Il pavimento ligneo è dell'ebanista Maggiolini, da cui si elevano le colonne bianche profondamente scanalate che reggono, attraverso capitelli dorati a foglie d'Acanto la ricca trabeazione a festoni. Il soffitto è a lacunari contenenti motivi floreali. Il restauro dei primi anni di questo secolo ha recuperato i vivaci cromatismi che caratterizzano tutta la decorazione, basata sul contrasto cromatico dei vari elementi, nelle gamme del giallo, del verde e del rosa. Elementi di spicco della decorazione sono le quattro sovrapporte di Grazioso Rusca, con stucchi a rilievo dai motivi encomiastici.

#### IlParnasodell'Appiani

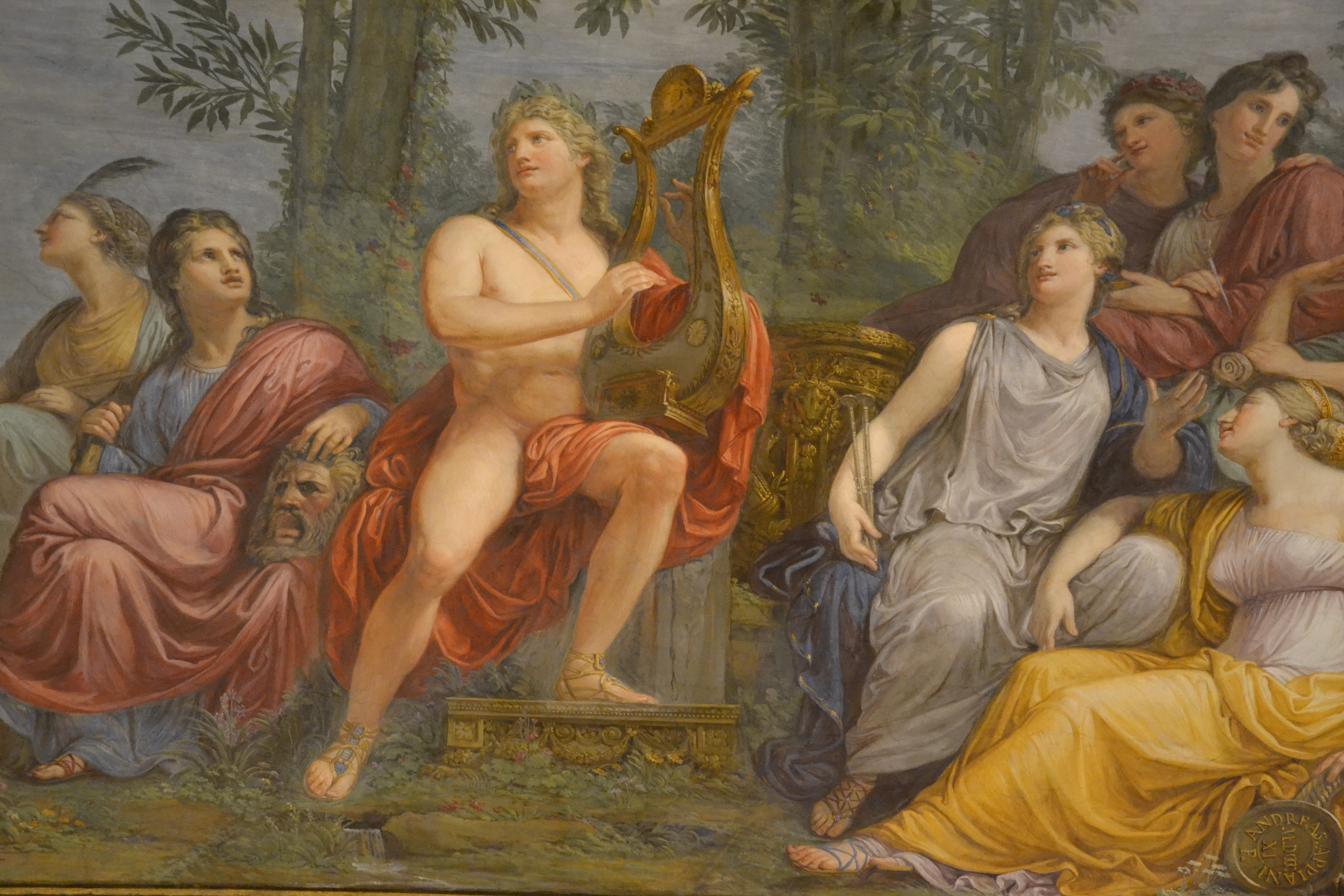
Particolare del Parnaso di Andrea Appiani

Ancora più esuberante è la decorazione della sala ad angolo sul giardino, utilizzata in origine come sala da pranzo, detta anche sala del Parnaso per l'affresco al centro del soffitto, opera estrema di Andrea Appiani commissionata dal Principe Eugene de Beauharnais. L'affresco riprende un tema di ascendenza rinascimentale già reso celebre da Raffaello che lo affrescò nelle Stanze Vaticane e da Mantegna, ripreso poi da Mengs a Villa Albani. Secondo l'iconografia tradizionale, la scena, ambientata nei boschi del mitico monte, vede al centro il dio Apollo intento a suonare la lira per allietare le sette Muse che lo attorniano, rappresentate in tre gruppi. A sinistra Erato e Talia danzano leggiadre, al centro Apollo accarezza le corde del raffinato strumento, con Melpomene che tiene la maschera della tragedia e Urania con il globo e gli strumenti matematici. A destra Tersicore guarda affascinata Apollo, mentre Clio osserva le compagne. Euterpe, Calliope e Polimnia chiudono la composizione firmata "Andreas Appiani 1811".  Le pareti della sala sono realizzate in marmorino giallo, scandite da colonne e lesene con capitelli corinzi in marmorino verde. Il fregio del cornicione è costituito da festoni a ghirlande floreali a cui si alternano delle maschere mitologiche raffiguranti Bacco. Il soffitto voltato a botte è suddiviso in cassettoni quadrati, con decori floreali a forme differenti che si ripetono ad intervalli regolari. La volta è chiusa lateralmente con due lunette in bassorilievo a tema mitologico con putti che suonano, danzano ed eseguono sacrifici votivi, eseguite dallo scultore ticinese Giocondo Albertolli, chiamato nel 1774 dall'Architetto Piermarini.

### Giardini

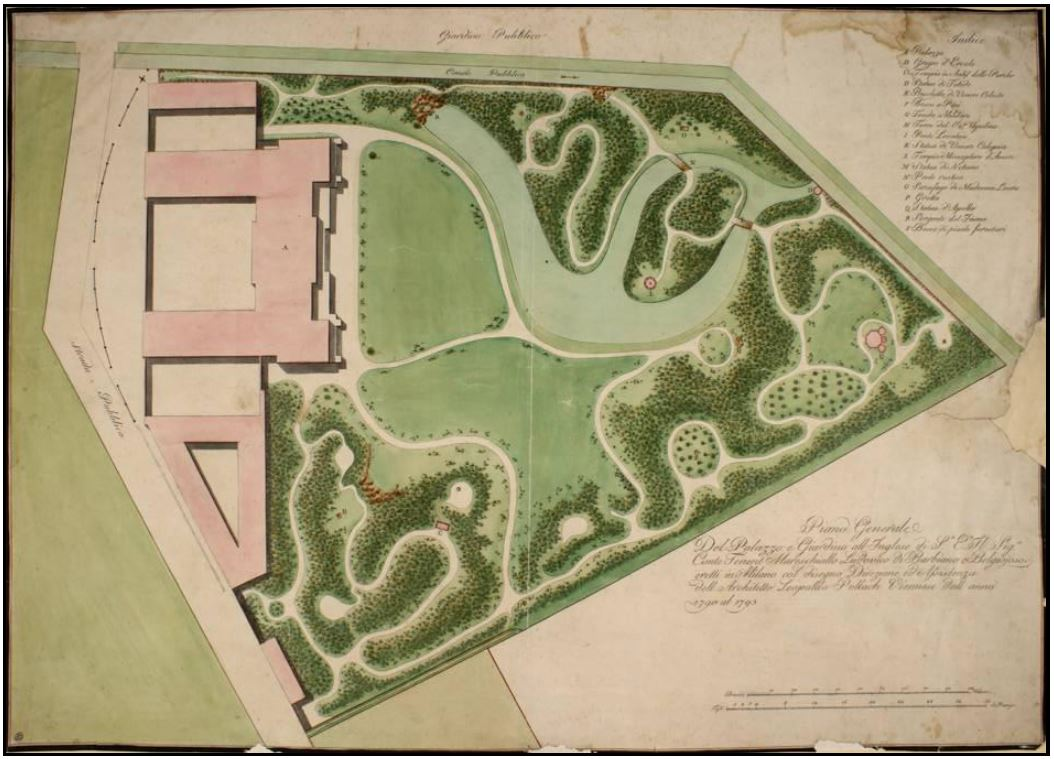
Planimetria originale del 1790 di Mano del Pollack (Milano, Civica Raccolta delle Stampe “A. Bertarelli”)

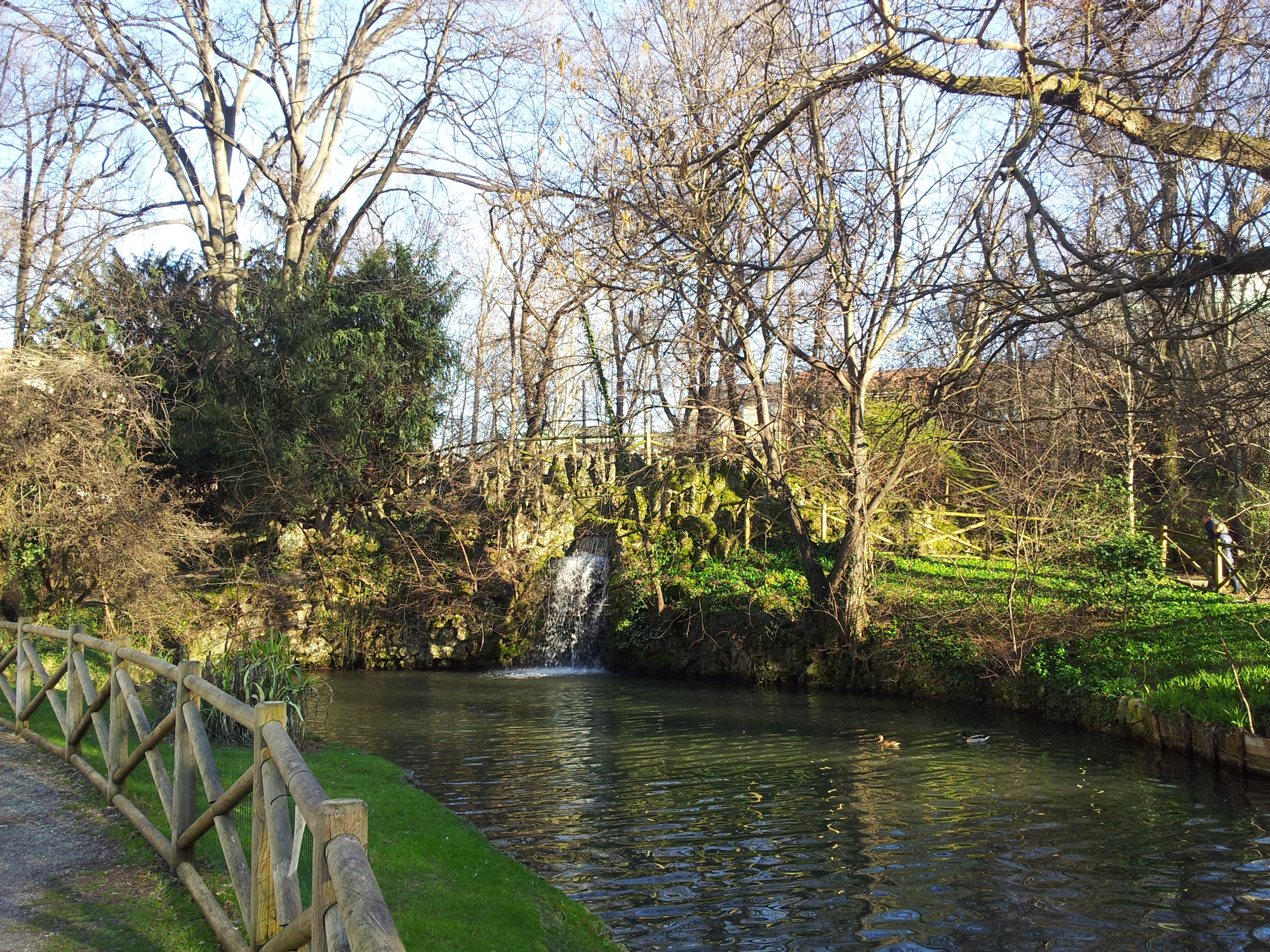
Scorcio del giardino

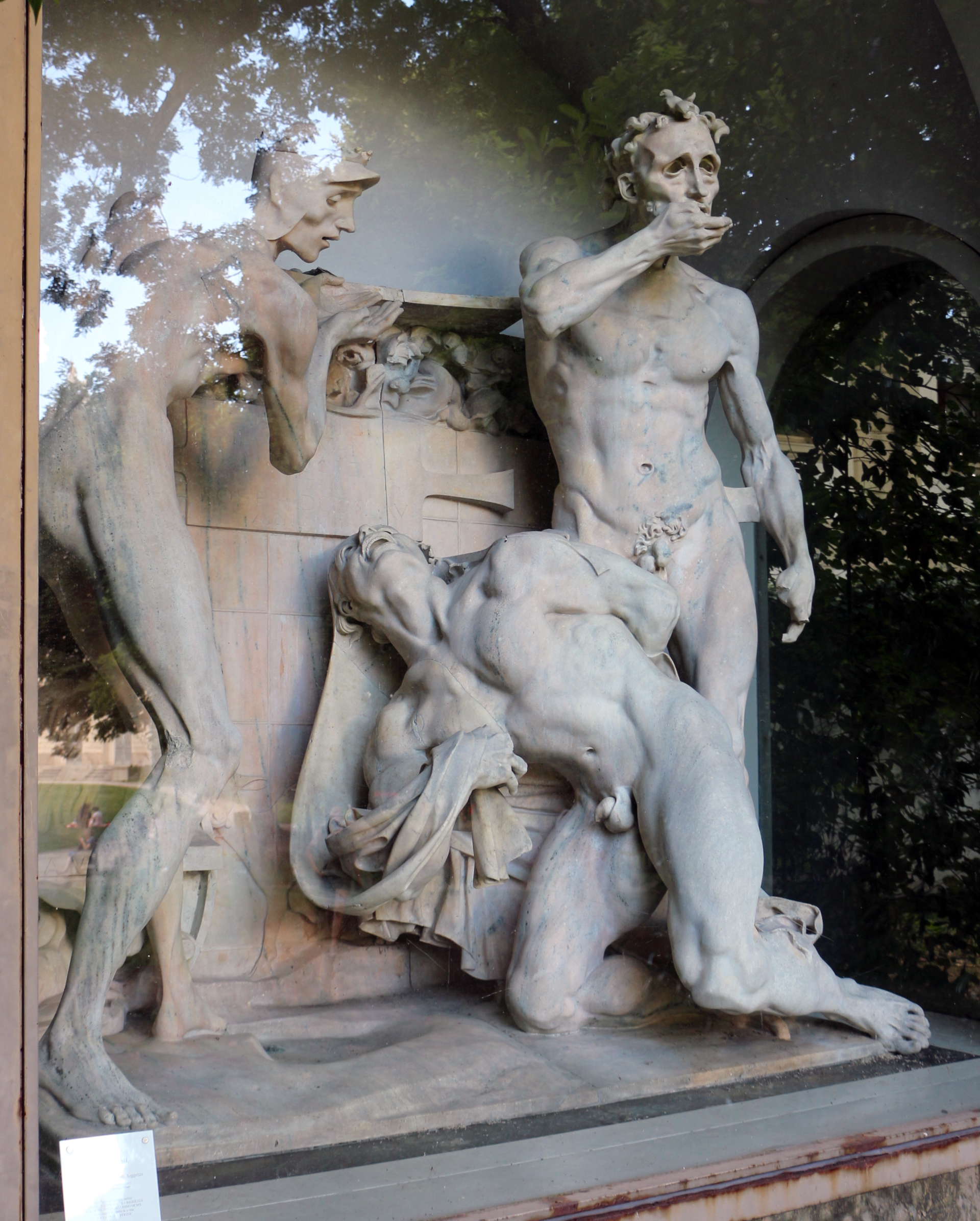
Adolfo Wildt, il santo, il giovane e la saggezza, 1912

I giardini coprono un'area di circa 24000 m², villa compresa, e come la villa furono progettati dall'architetto Leopold Pollackin collaborazione con il conte Ercole Silva, in collaborazione con Luigi Villoresi. Il conte faceva parte del circolo di letterati e intellettuali organizzato da Gerolamo Trivulzio tra cui spiccano Manzoni e Francesco Hayez e a lui si deve anche la risistemazione del parco di Villa Litta.
Sono caratterizzati da un laghetto con perimetro sinuoso, da ponticelli, da un tempietto, e da grotte e, secondo i canoni dello stile paesaggistico, ha un impianto compositivo asimmetrico che sottolinea il trionfo della linea curva su quella retta.
La maggior parte delle piante del parco è vetusta ma non risale al XIX secolo, come talvolta si accredita: malattie e periodi di incuria hanno portato all'abbattimento, anche per ragioni di sicurezza, degli esemplari più vecchi.
I giardini furono riaperti al pubblico tra il 1935 e il 1938.
Una piccola cascata sgorga da un gruppo di rocce, dando luogo a un "torrente" che attraversa tutto il giardino per confluire in un laghetto, di fronte alla villa da cui è separato da un grande prato, e ombreggiato dagli alberi con al centro una piccola isola con un tempietto circolare, dedicato ad Amore, opera di Ettore Silva. Al bordo del giardino si trova il Padiglione d'arte contemporanea (PAC), realizzato da Ignazio Gardella nel 1954 e ricostruito dal figlio Jacopo a seguito dell'attentato terroristico del 27 luglio 1993.
Da ricordare due gruppi scultorei, Il santo, il giovane, il saggio di Adolfo Wildt e I sette savi, celebre opera di Fausto Melotti, replica dell'originale realizzato dallo scultore nel 1936, collocati nel punto in cui il PAC si compenetra nel giardino. Il santo, il giovane, il saggio, la grande fontana ultimata da Wildt nel 1912 in marmo di Candoglia, battezzata anche i Beventi, oggi per motivi di conservazione è conservata all'interno di un tempietto. Mostra i corpi dei tre personaggi, virtuosisticamente scolpiti con estrema leggerezza, mentre si abbeverano alla fonte dalla quale un tempo sgorgava l'acqua. Il giovane, dal corpo atletico, è inginocchiato sotto lo zampillo, mentre il santo, incoronato, lo osserva dall'alto, e il saggio, dal corpo emaciato,  beve dalle mani volgendo lontano lo sguardo distaccato.
Tra gli alberi, all'ingresso del giardino un bagolaro dall'inconsueto fusto policormico (tronco suddiviso); tra le altre specie arboree, carpino bianco, cedro dell’Himalaya, cipresso calvo, gruppi di magnolie, noce nero, ontano nero, tasso, agrifoglio e ciliegio da fiore e, ancora, i rari falso loto o albero di sant'Andrea e l'albero del caffè (Gymnocladus dioica). Tra le specie arbustive gruppi di diverse specie di ortensia, rododendro, viburno, forsizia, pittosporo.

## Filmografia
In questo luogo sono stati girati il film del 1983, Un povero ricco e il film Asso del 1981.